# Église articulaire en bois de Hronsek
L'église articulaire en bois de Hronsek est une église luthérienne située dans le village de Hronsek, en Slovaquie.

## Dimensions
L'église est en forme de croix, le plus long bras de celle-ci est de 23 m, le plus court est de 18 m. La hauteur de l'église est de 8 m.

## Histoire
Les travaux de construction de l'église ont commencé le 23 octobre 1725 et ont été terminés à l'automne 1726.
Le 7 juillet 2008, l'église fut inscrite avec sept autres monuments du même type au patrimoine mondial de l'UNESCO sous la dénomination d'Églises en bois de la partie slovaque de la zone des Carpates.